# Henrik Lax
Henrik Lax (n. 6 mai 1946, Helsingfors, Finlanda) este un om politic finlandez, membru al Parlamentului European în perioada 2004-2009 din partea Finlandei.